# متكازين (عشر ستاق)
متکازین (بالفارسية: متکازین) هي قرية تقع في إيران في قسم عشر ستاق الريفي. يقدر عدد سكانها بـ 194 نسمة بحسب إحصاء 2016.